# Adua
Adua (Tigrinya ዓድዋ, amharisch አድዋ, Umschrift Adwa), italienisch Adua, ist eine Stadt im Norden Äthiopiens, nahe der Grenze zu Eritrea, mit 43.582 Einwohnern (Stand 1. Januar 2005).

## Geschichte
Adwa wurde durch die Schlacht von Adua am 1. März 1896 bekannt, in der äthiopische Truppen unter Kaiser Menelik II. eine italienische Armee unter Oreste Baratieri in die Flucht schlugen. Durch diesen Sieg wurde der Versuch Italiens verhindert, Äthiopien als Kolonie zu beherrschen. Äthiopien blieb unabhängig und Italien konnte sein Kolonialreich in Ostafrika nicht über Eritrea und Italienisch-Somaliland hinaus vergrößern.

## Söhne und Töchter der Stadt
- Tewolde Berhan Gebre Egziabher (1940–2023), Professor für Biologie und Umweltschützer
- Paulos (1935–2012), fünfter Patriarch und Katholikos von Äthiopien
- Meles Zenawi (1955–2012), ehemaliger Präsident Äthiopiens (1991–1995) und 1995–2012 Premierminister des Landes